# Svensk Form

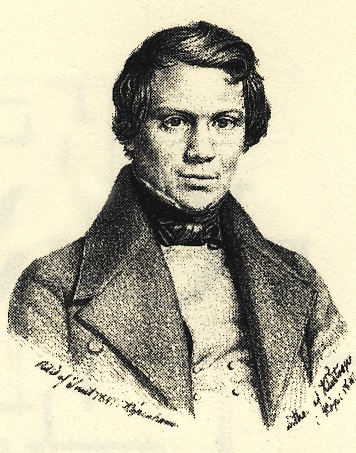
Nils Månsson Mandelgren

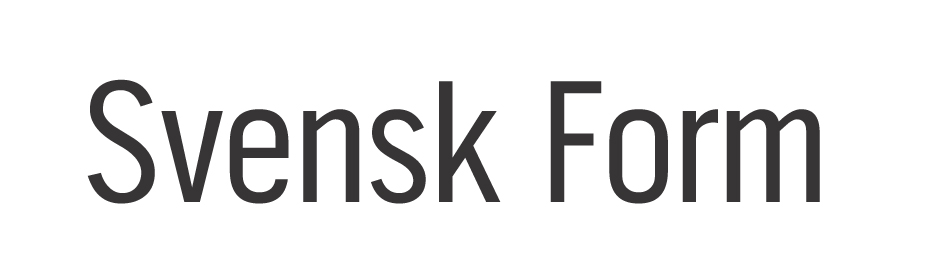
Svensk-Form-Logo

Svensk Form (bis 1976 Svenska Slöjdföreningen) ist eine ideelle Mitgliedsvereinigung in Schweden mit dem Auftrag der Regierung, schwedische Form und schwedisches Design sowohl national als auch international zu fördern.
Svensk Form wurde 1845 von Nils Månsson Mandelgren gebildet, damals unter dem Namen Svenska Slöjdföreningen (Schwedische Vereinigung für Werkkunst). Ihr Auftrag war es, die Qualität schwedischer Handwerksprodukte zu bewahren. Man sah eine Bedrohung in der Massenproduktion der Industrie. Als Teil dieser Arbeit startete man u. a. die renommierte Kunsthochschule Konstfack in Stockholm.
Die Forderung nach „dem hübscheren Gebrauchsgegenstand“, vackrare vardagsvaran, war geboren. Dieser Slogan wurde 1919 von Gregor Paulsson gemünzt und war das Fundament für die große Aufgabe der Vereinigung während der ersten Hälfte des zwanzigsten Jahrhunderts. Gregor Paulsson war 1920–1934 Generaldirektor der Svenska Slöjdföreningen, danach bis 1956 Professor für Kunstgeschichte in Uppsala. Paulsson war auch Generalkommissar der Stockholmer Ausstellung 1930. 1955 arrangierte Svenska Slöjdföreningen die Weltausstellung H55 in der südschwedischen Stadt Helsingborg.
Svensk Form hat den Regierungsauftrag, den Treffpunkt für Form und Design in Stockholm zu betreiben. Heute (2007) arbeiten ca. 15 Personen in der Kanzlei von Svensk Form auf der Insel Skeppsholmen in Stockholm. Außerdem sind eine große Anzahl von freiwilligen Mitarbeitern in den elf Regionalvereinigungen im Lande engagiert.
Utmärkt Svensk Form (Ausgezeichnete Schwedische Form) war eine Auszeichnung, die Svensk Form während der Jahre 1983–2002 verlieh. Die neue Auszeichnung trägt den Namen Swedish Design Award und belohnt das beste schwedische Design mit Design S, einem dreidimensionalen, schräggestellten „S“.
Svensk Form gibt die Zeitschrift Form – Nordic Architecture and Design heraus.